# Вассан
Васса́н (фр. Vassens) — коммуна во Франции, находится в регионе О-де-Франс. Департамент коммуны — Эна. Входит в состав кантона Вик-сюр-Эн. Округ коммуны — Суасон.
Код INSEE коммуны — 02762.

## Население
Население коммуны на 2010 год составляло 172 человека.
| 1962 | 1968 | 1975 | 1982 | 1990 | 1999 | 2010 |
| ---- | ---- | ---- | ---- | ---- | ---- | ---- |
| 169  | 138  | 110  | 91   | 105  | 126  | 172  |

## Экономика
В 2010 году среди 104 человек трудоспособного возраста (15—64 лет) 66 были экономически активными, 38 — неактивными (показатель активности — 63,5 %, в 1999 году было 65,8 %). Из 66 активных жителей работали 58 человек (36 мужчин и 22 женщины), безработных было 8 (3 мужчин и 5 женщин). Среди 38 неактивных 12 человек были учениками или студентами, 8 — пенсионерами, 18 были неактивными по другим причинам.